# Yves Kruyner
Yves Kruyner (Sint-Niklaas, 10 mei 1990) is een Belgisch volleyballer.

## Levensloop
Kruyner groeide op in Temse, alwaar hij begon met volleyballen bij VV Temse. Na zijn studies aan de Topsportschool Vilvoorde ging hij aan de slag bij VC Halen. In 2011 maakte hij de overstap naar het Franse AS Cannes en vervolgens Martigues VB. Door blessureleeg bleef hij bij deze club ruim 6 maanden buiten strijd. Hierop aansluitend ging hij aan de slag bij Volley Asse-Lennik. en vervolgens VC Puurs.
In 2015-'16 ging hij aan de slag bij Volley Menen. Tijdens een oefenwedstrijd liet hij een blessure aan zijn rechterknie op, waarbij zijn voorste en mediale kruisband scheurde. Tijdens het herstel van zijn blessure was hij een tijdlang coach van het dames- en vervolgens herenteam van VC Knødde Meise. Met Menen haalde hij dat seizoen de halve finale van de Challenge Cup. Het Russische Fakel Novy Urengoy bleek evenwel te sterk.
Vervolgens was Kruyner aan de slag bij JTV Zele-Berlare, VT Lendelede, VC Gimme Waasland, VC Knødde Meise en Volley Kapelle-op-den-Bos. Sinds 2021 verdedigt hij de kleuren van Vamos Stekene.
Daarnaast was hij actief bij het Belgisch volleybalteam. Met de Red Dragons nam hij onder meer deel aan het Europees kampioenschap van 2011.